# Isole Channel (Isole Andreanof)
Le isole Channel sono un piccolo gruppo di isole disabitate delle isole Andreanof, nell'arcipelago delle Aleutine, e appartengono all'Alaska (USA). Si trovano a nord dell'isola Green, all'ingresso della Baia delle Isole, lungo la costa occidentale dell'isola di Adak..